# Pocariça (Maceira)
A Pocariça (também chamado Casal da Pocariça e Bairro da Pocariça) é um lugar da freguesia de Maceira (Maceira Liz) do concelho e distrito de Leiria e paróquia da Diocese de Leiria-Fátima. Os seus habitantes são popularmente conhecidos como "bimbos". Este é o lugar com mais população da freguesia de Maceira, sendo um local central da freguesia.
Existem dois campos de futebol, um campo de futebol 11 de campo pelado descoberto e um campo de futebol 5 com relva sintética coberto com bancadas para espectadores.

## Origem
O nome Pocariça foi dado a este território no reinado de D. Dinis em Leiria. Segundo a lenda, o rei deparou-se com uma carvoeira que logo lhe sorriu. Não obstante, o rei exclamou "A porca ri-se!". Dadas as alterações com o passar do tempo o nome final ficou de Pocariça.

## Ensino
- Escola Primária da Pocariça
- Jardim de infância da Pocariça

## Património
- Capela de São Sebastião
- Mata do Vale do Rei
- Monumento à Escola Primária Velha
- Monumento à Associação Recreativa Antiga
- Centro Popular e Recreativo da Pocariça